# Серабу

Серабу́ (англ. Serabu) — село у складі округу Бо Південної провінції Сьєрра-Леоне. Входить до складу вождівства Бумпе-Нґао, є центром секції Серабу.
Село розташоване за 19 км на південний захід від центру вождівства міста Бумпе.

## Господарство
У селі діють середня школа, шпиталь, центр здоров'я.